# Евдокия (супруга Юстиниана II)
Евдокия (VII век — VII век, Константинополь) — византийская императрица, супруга императора Юстиниана II.
Имя и место захоронения Евдокии в церкви Святых Апостолов было записано в трактате «О церемониях» Константином VII. О Евдокии мало что известно. Предполагается, что она была замужем за Юстинианом II во время его первого правления (685—695) и либо умерла, либо развелась с ним до его женитьбы на Феодоре Хазарской в 703 году.
В летописи Феофана Исповедника и хронике патриарха Никифора I сообщается, что дочь Юстиниана была обручена с Тервелем Болгарским между 704 и 705 годами. Предполагается, что её звали Анастасия в честь бабушки по отцовской линии. Она единственный известный ребёнок Юстиниана от Евдокии. Если она вышла замуж за Тервеля, у Евдокии могли быть потомки среди болгарской и византийской знати.